# Daniel Buzdugan
Daniel Buzdugan (n. 23 septembrie 1974, Iași) este un actor, prezentator TV, realizator de programe radio și jurat în cadrul showului de divertisment Splash! Vedete la Apă.
A absolvit Liceul Economic nr. 1, secția finanțe-contabilitate, Facultatea de Teatru, Universitatea de Arte G. Enescu din orașul său. Este căsătorit și are doi copii, Maria și Luca. Este cunoscut ca și "omul farselor și al aroganțelor" datorită farselor pe care le face la emisiunea Morning ZU de la Radio ZU.

## Cariera
În timpul liceului a făcut figurație la Teatru și la Opera din Iași.
După terminarea liceului a dat la Facultatea de Filozofie, unde a picat examenul de admitere. Imediat s-a angajat la Banca Comercială (de stat pe atunci) și a lucrat ca și contabil. În paralel cu munca s-a pregătit pentru o altă admitere la facultate. A dat examenul la Facultatea de Teatru unde a luat din prima. A lucrat încă din primul an de facultate la radioul Vox Te din Iași, pe urmă la radioul Nord Est unde a fost angajat cu carte de muncă. În paralel cu radioul a început colaborarea cu TVR Iași, timp de 3 ani, unde a prezentat o emisiune pentru copii „ Țara lui Piticot” împreună cu Andreea Marin.
În anul 2000 a ajuns la TV Bit (fostă filială Antena 1) ca realizator de matinal timp de 3 ani. În aceeași perioadă a fost și director de programe la Radio Contact Iași și redactor șef adjunct la Jurnalul de Est.
Un nou stagiu în cariera sa a început în 2003 când a mers la București la Radio 21. În 2004 a început colaborarea cu Grupul Divertis. Tot din același an face echipă cu Mihai Morar pentru matinalul „DimineațaDeMentă” de la Radio 21 până în iulie 2008.
În 29 septembrie 2008 a fost prima sa emisie de la Radio Zu împreună cu Mihai Morar, care au și astăzi matinalul Morning ZU.

## Premii
Daniel Buzdugan a primit premiul Pentru Cea Mai Bună Voce De Radio la Premiile Online Radar de Media 2012
Băieții de la Radio Zu au câștigat și în 2013 Mihai Morar și Daniel Buzdugan Cea Mai Bună Voce de Radio Online Radar de Media 2013